# 安遇
安遇（英語：Encountered），是一匹在英國和香港出賽的賽駒，來港後，先後由文家良、賀賢、桂福特訓練。

## 簡介
週歲價為160,000英鎊的「安遇」起初以英國為基地，由布銘球（Marco Botti）訓練，曾出賽2次，獲1冠1季。其後，「安遇」被運來香港服役，加盟文家良馬房。
2022年7月16日，「安遇」在潘明輝胯下打開其在港的勝利之門。
2023年2月26日，蘇兆輝策騎「安遇」出戰四歲系列賽次關香港經典盃，取得第十二名。
2023年3月19日，蘇兆輝策騎「安遇」出戰四歲系列賽尾關香港打吡大賽，取得第九名。
2023年7月16日，梁家俊策騎「安遇」勝出第一班盃賽香港馬主協會錦標，取得三連捷，季內第五捷。賽後，梁家俊說道：「牠今仗跑來發揮甚佳，上仗馬兒以極出色姿態摘冠，但今次情況沒那麼輕易，另外牠亦重返沙田角逐。今日此賽中對手的實力相當強，這場勝仗得來不易。此駒一直不斷進步，今日的演出確是相當可人。」練馬師文家良說道：「我對牠今日獲勝感到有點意外，此駒在港取得的首場勝仗來自一項第三班賽事，現時牠已成功在一班賽奪得頭馬。然而，此駒近況確是十分出色，且看牠日後表現能否再進一步。今季成績相當美滿，我感到十分高興。」
2023年11月5日，梁家俊策騎「安遇」勝出國際三級賽婦女銀袋賽。賽後，梁家俊說道：「馬兒在我胯下演出實在相當穩定，今仗沿途我亦嘗試讓牠能置於前三名的位置。放頭馬（去年此賽冠軍「發財先鋒」）是一匹相當好的跟隨目標，因為牠從來不會減速墮退，我只須讓馬兒走來放鬆，保持本身步韻順走，最終牠交出上佳的表現，並且在一直進步中。」練馬師文家良說道：「我認為牠可以應付2000米途程，此駒確實令我雀躍，牠是匹容易訓練的馬，相信牠仍將會有再進步的餘地。」不過，「安遇」其後再出賽6次仍未能再取得頭馬，2024年6月15日，「安遇」從文家良馬房轉至賀賢馬房。
2024/2025馬季，「安遇」轉投賀賢後，出賽10次仍未能再取得頭馬，只取得2次殿軍，2025年7月23日由賀賢轉投桂福特馬房。

## 在港勝出賽事全紀錄
| 比賽日期   | 賽事名稱                 | 賽事班次 | 賽道 | 賽事路程 | 比賽馬場   | 名次 | 完成時間 | 騎師   |
| ---------- | ------------------------ | -------- | ---- | -------- | ---------- | ---- | -------- | ------ |
| 16/07/2022 | 勝眼光讓賽               | 第三班   | 草地 | 1600米   | 沙田馬場   | 1    | 1:34.61  | 潘明輝 |
| 14/12/2022 | 沙燕讓賽                 | 第三班   | 草地 | 1650米   | 跑馬地馬場 | 1    | 1:39.13  | 蘇兆輝 |
| 11/01/2023 | 加寧讓賽                 | 第三班   | 草地 | 1650米   | 跑馬地馬場 | 1    | 1:39.53  | 蘇兆輝 |
| 12/04/2023 | 雲咸讓賽                 | 第二班   | 草地 | 1650米   | 跑馬地馬場 | 1    | 1:39.08  | 梁家俊 |
| 14/06/2023 | 大風坳讓賽               | 第二班   | 草地 | 1650米   | 跑馬地馬場 | 1    | 1:38.87  | 梁家俊 |
| 16/07/2023 | 香港馬主協會錦標（讓賽） | 第一班   | 草地 | 1600米   | 沙田馬場   | 1    | 1:34.93  | 梁家俊 |
| 05/11/2023 | 莎莎婦女銀袋（讓賽）     | G3       | 草地 | 1800米   | 沙田馬場   | 1    | 1:47.40  | 梁家俊 |

## 在港一級賽出賽全紀錄
| 比賽日期   | 賽事名稱         | 賽事班次 | 賽道 | 賽事路程 | 比賽馬場 | 名次 | 完成時間 | 騎師   |
| ---------- | ---------------- | -------- | ---- | -------- | -------- | ---- | -------- | ------ |
| 10/12/2023 | 浪琴香港一哩錦標 | G1       | 草地 | 1600米   | 沙田馬場 | 8    | 1:34.88  | 梁家俊 |
| 25/02/2024 | 花旗銀行香港金盃 | G1       | 草地 | 2000米   | 沙田馬場 | 7    | 2:01.20  | 田泰安 |
| 08/12/2024 | 浪琴香港盃       | G1       | 草地 | 2000米   | 沙田馬場 | 11   | 2:02.84  | 布文   |

## 外部連結
- . 2023-07-16  [2023-07-16]. （原始内容存档于2024-01-26）.
- . 2023-11-05  [2023-11-05]. （原始内容存档于2024-01-07）.